# Opération PX
Seconde Guerre mondiale
Batailles
Batailles et opérations de la guerre du Pacifique

Japon :
- Raid de Doolittle
- Bombardements stratégiques sur le Japon (Tokyo
- Yokosuka
- Kure
- Hiroshima et Nagasaki)
- Raids aériens japonais des îles Mariannes
- Campagne des archipels Ogasawara et Ryūkyū
- Opération Famine
- Bombardements navals alliés sur le Japon
- Baie de Sagami
- Invasion de Sakhaline
- Invasion des îles Kouriles
- Opération Downfall
- Reddition du Japon

Pacifique central :
- Pearl Harbor
- Guam (1941)
- Wake
- Raid sur les îles Gilbert et Marshall
- Opération K
- Midway
- Opération RY
- Campagne des îles Gilbert et Marshall
- Campagne des îles Mariannes et Palaos
- Campagne des archipels Ogasawara et Ryūkyū
- Opération Inmate

Pacifique du sud-ouest :
- Nauru
- Invasion des Philippines (1941-42)
- Invasion des Indes orientales néerlandaises
- Opérations de l'Axe dans les eaux australiennes
- Raids aériens japonais sur l'Australie (1942-43)
- Opération Ke
- Campagne des îles Salomon
- Campagne de Nouvelle-Guinée
- Campagne des Philippines
- Campagne de Bornéo (1945)

Asie du sud-est :
- Invasion de l'Indochine (1940)
- Océan Indien (1940-45)
- Guerre franco-thaïlandaise
- Invasion de la Thaïlande
- Campagne de Malaisie
- Hong Kong
- Singapour
- Campagne de Birmanie
- Opération Kita
- Indochine (1945)
- Détroit de Malacca
- Opération Jurist
- Opération Tiderace
- Opération Zipper
- Bombardements stratégiques (1944-45)

Guerre sino-japonaise
Front d'Europe de l’Ouest
Front d'Europe de l’Est
Bataille de l'Atlantique
Campagnes d'Afrique, du Moyen-Orient et de Méditerranée
Théâtre américain
L'opération PX, également connue sous le nom d'operation Cherry Blossoms at Night (cerisiers en fleurs dans la nuit, en anglais) et opération Yozakura en japonais, est une attaque militaire japonaise planifiée conçue pendant la Seconde Guerre mondiale contre des civils aux États-Unis à l'aide d'armes biologiques. Selon ce plan, les sous-marins de la marine impériale japonaise doivent lancer des hydravions pour répandre les bacilles de la peste bubonique contenus dans des armes développées par l'unité 731 de l'armée impériale japonaise, sur la côte ouest des États-Unis. L'opération est abandonnée peu de temps après la finalisation de sa planification en mars 1945 en raison de la forte opposition du général Yoshijirō Umezu, chef d'état-major de l'armée.

## Aperçu

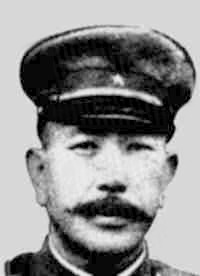
Shirō Ishii

L'opération PX a été proposée en décembre 1944 par l'état-major de la marine japonaise, dirigé par le vice-amiral Jisaburō Ozawa. Le nom de l'opération vient de l'utilisation japonaise du nom de code PX pour les puces infectées par le bacille de la peste. Lors de la planification de l'opération, la marine s'est associée au lieutenant-général Shirō Ishii de l'unité 731, qui avait une vaste expérience de la militarisation des Bactéries pathogènes et de la vulnérabilité humaine à la guerre biologique et chimique.
Le plan d'attaque impliquait des avions Seiran lancés par des sous-marins de la Classe I-400 sur la côte ouest des États-Unis, en particulier les villes de San Diego, Los Angeles et San Francisco. Les avions propageraient la peste bubonique, le choléra, le typhus, la dengue et d'autres agents pathogènes dans une attaque terroriste biologique contre la population. Les équipages de sous-marins s'infecteraient et courraient à terre dans une mission suicide,,,.
La planification de l'opération PX a été finalisée le 26 mars 1945, mais abandonnée peu de temps après en raison de la forte opposition du chef d'état-major général Yoshijirō Umezu. Umezu a expliqué plus tard sa décision ainsi: « Si une guerre bactériologique est menée, elle passera de la dimension de la guerre entre le Japon et l'Amérique à une bataille sans fin de l'humanité contre les bactéries. Le Japon gagnera la dérision du monde. ».
Une dernière utilisation planifiée des armes biologiques est intervenue juste après la capitulation du Japon, alors que Shirō Ishii prévoyait d'organiser des attaques suicides avec des germes contre les troupes d'occupation américaines au Japon. Cette attaque planifiée n'a jamais eu lieu non plus, en raison de l'opposition de Yoshijirō Umezu et Torashirō Kawabe, qui ne voulaient pas qu'Ishii meure dans un attentat suicide, et lui ont plutôt demandé "d'attendre [la] prochaine opportunité calmement".
Après la guerre, l'opération PX a été discutée pour la première fois dans une interview de l'ancien capitaine Eno Yoshio, qui était fortement impliqué dans la planification de l'attaque, dans une interview avec Sankei le 14 août 1977. Selon Yoshio, "C'est la première fois que j'ai dit quoi que ce soit à propos de l'opération PX, parce qu'elle impliquait les règles de la guerre et le droit international. Le plan n'a pas été mis en œuvre, mais j'ai senti que le simple fait qu'il ait été formulé causerait [sic] un malentendu international. Je n'ai même jamais divulgué rien au personnel des archives d'histoire de la guerre à l'Agence de défense japonaise, et je ne me sens pas à l'aise d'en parler même maintenant. Mais à l'époque, le Japon perdait beaucoup, et tout moyen de gagner aurait été acceptable.